# محمد دويحسني
محمد دويحسني (مواليد 1947 في عمري بالجزائر وتوفي في 7 أكتوبر 2018 في نفس المدينة  ) سياسي جزائري . كان وزير الموارد المائية في حكومة أويحيى 3.

## السيرة الذاتية

### الحياة السياسية
تولى محمد الدويحسني عدة مناصب مسئولية ، مثل منصب عضو مجلس الأمة ، قبل أن يصبح وزيراً.
في 6 سبتمبر 2003 عين وزير الموارد المائية خلال تعديل وزاري ثالث لحكومة أحمد أويحيى بدلا من عبد المجيد عطار). محفظة شغلها حتى عام 2004 قبل أن يتم استبداله خلال تعديل وزاري آخر بواسطة عبد المالك سلال.
شغل أيضا عضو مجلس الشورى اتحاد المغرب العربي.